# Кириленко Ігор Геннадійович
Ігор Геннадійович Кириленко (нар. 23 травня 1991, Керч, УРСР)— український музикант, композитор, саунд-продюсер, засновник гурту The Erised, Liquid Break, Hidden Element, музичний керівник проєктів DOROFEEVA, DANTES.

## Життя та творчість
Народився 23 травня 1991 року у місті Керч, в сім'ї інженерів Тетяни Олександрівни та Геннадія Олександровича Кириленко. Змалку Ігор цікавився спортом, займався боксом, брав участь у районних спортивних змаганнях та посідав призові місця. Інтерес до музики з'явився у 13 років, коли Ігор вперше спробував гру на гітарі. З 16 років почав вивчати програму для написання музики та робив перші спроби створити власну музику. 
2008 року закінчив Керченську загальноосвітню школу з поглибленним вивченням англійської мови. 
2013 закінчив Харківську Державну Академію культури за спеціальністю «Режисер естради та масових видовищ». Здобув ступінь магістра.
За 12 років з початку творчої кар'єри видавав власну музику на всесвітньо відомих лейблах, таких як PIAS, Hospital Records, Universal Music, Absys Records, Alphacut, Pinecone Moonshine, Silent Season, Translation Recordings, YUKU. Співпрацював з багатьма відомими українськими артистами та гуртами, створив проєкти The Erised, Liquid Break, Hidden Element.

## Музична кар'єра
2009 року заснував живий електронний гурт Liquid Break.
2011 року разом з музикантом Нілом Тарасовим створив електронний дует Hidden Element. З 2021 року Hidden Element діє як сольний проєкт Ігора.
2013 року зібрав з колегами музикантами гурт The Erised. Проєкт проіснував до 2019 року.
З 2014 року співпрацював як ді-джей/гітарист з українськими поп-артистами LOBODA, Макс Барських.
2018 - 2019 роки проживав у США, займався студійною роботою, грав у складі гурту The Gitas.
2020 року відкрив власну музичну студію у Києві. Працював та співпрацює надалі як саунд-продюсер з артистами української поп-сцени: Макс Барських, Dorofeeva, Роксолана, Jamala, Саша Чемеров, Бумбокс, Dantes, Міша Кацурін, Коля Сєрга, гурт Quest Pistols та іншими.
В 2020 році написав саундтреки до Українського молодіжного серіалу Sex. Insta. ZNO режисером якого виступив Антоніо Лукіч.
З 2021 року працює в якості музичного керівника з українсткими поп-проєктами DOROFEEVA, DANTES. 
2021 року на проєкті "Голос Країни" (телеканал "1+1") виступив у ролі музичного керівника команди Наді Дорофеєвої.
В грудні 2021 року випускає сольний міні-альбом "111111111111111111111111111111" (тридцять одиниць) разом з Алан Бадоєв, Володимир Дантес, MILKOVSKYI, Катерина Павленко, Саша Чемеров, Артем Пивоваров.

### Гурт Hidden Element
Електронний гурт Hidden Element був створений 2011 року й існує дотепер. Пісні колективу видавалися на лейблах у Німеччині, Британії та Америці. 10 років проєкт існував у складі двох музикантів -  Ігора Кириленка та Ніла Тарасова. 2021 року Ніл пішов з гурту і наразі Hidden Element продовжує діяльність як сольний проєкт Ігора.           

### Гурт The Erised

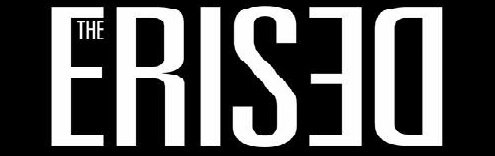
Логотип гурту The Erised

Гурт The Erised було створено 2013 року. Спочатку до складу увійшли троє музикантів – Ігор Кириленко, Данило Марін та Ніл Тарасов. Кожен з них на той момент вже мав власний досвід у написанні музики та певні здобутки у музичній сфері. Згодом до колективу долучилися бас-гітарист Володимир Михайлюк, барабанщик Олександр Люлякін та вокалістка Соня Сухорукова. 2014 року була презентована перша пісня гурту під назвою «Pray». Вона стала візитівкою The Erised і на сьогодні нараховує більше двух мільйонів прослуховувань на ресурсі Spotify.  Цього ж року гурт підписує контракт про співпрацю з британським лейблом Med School Music (підрозділ лейблу Hospital Records). 2019 року на офіційній сторінці гурту у Facebook було оголошено про розпад та закриття проєкту.

## Особисте життя
Розлучений. Має сина Міку.

## Дискографія

### У складі Liquid Break
| Release Name                                            | Year | Type   | Label                  | Country |
| ------------------------------------------------------- | ---- | ------ | ---------------------- | ------- |
| Liquid Break                                            | 2012 | EP     | Ultra Vague Recordings | UA      |
| Song Of Siren                                           | 2012 | Single | Intelligent Recordings | UA      |
| Remixes                                                 | 2012 | EP     | Self-Released          | UA      |
| Love (ft. Derrick Buma)                                 | 2012 | Single | Self-Released          | UA      |
| I See The Light (ft. Kiyomi Yamashita & Hidden Element) | 2013 | Single | Burelom                | UK      |
| Pop Musiq (with Hidden Element)                         | 2013 | EP     | Pinecone Moonshine     | USA     |

### Як Hidden Element
| Release Name                                 | Year | Type   | Label                          | Country | Format           |
| -------------------------------------------- | ---- | ------ | ------------------------------ | ------- | ---------------- |
| Together (ft. Against)                       | 2011 | Single | Soul Deep Recordings           | USA     | Digital          |
| No Coincidences                              | 2012 | EP     | Clear Conceptions              | UK      | Digital          |
| Midas                                        | 2012 | EP     | Bass Me Records                | UA      | Digital          |
| Signs Of Hope                                | 2013 | EP     | Break-Fast Audio               | NL      | Digital          |
| POP MUSIQ (with Liquid Break)                | 2013 | EP     | Pinecone Moonshine             | USA     | Digital          |
| Don't Want To See You Ever Again             | 2013 | Single | Monoclock Music                | UA      | Digital          |
| Nr. 13                                       | 2013 | Single | 22:22                          | UA      | Digital          |
| Lifeforms                                    | 2013 | EP     | Translation Recordings         | USA     | Digital          |
| Twilight                                     | 2013 | Single | Absys Records                  | IRL     | Digital, CD      |
| Unfurl Dissonance                            | 2014 | Single | Med School Music               | UK      | Digital, CD      |
| How Can I Trust You                          | 2014 | Single | Audio Plants                   | UK      | Vinyl, Digital   |
| Bodola                                       | 2015 | Single | Hospital Records               | UK      | Digital, CD      |
| Other Forms                                  | 2015 | EP     | Translation Recordings         | USA     | Digital          |
| Lost Variations                              | 2015 | EP     | Self-Released                  | UA      | Digital          |
| Reload, Replay                               | 2015 | Single | Alphacut                       | DE      | Vinyl            |
| Edge Off                                     | 2015 | Single | Silent Season                  | CA      | CD               |
| Together                                     | 2016 | LP     | Absys Limited                  | IRL     | Vinyl, Digital   |
| Thousand Kisses Place                        | 2016 | Single | Alphacut                       | DE      | Vinyl            |
| Voices                                       | 2018 | EP     | 2064                           | UA      | Digital          |
| Quiet Steps                                  | 2018 | EP     | hddnlmnt                       | UA      | Digital          |
| Comparisons                                  | 2020 | EP     | hddnlmnt/Thousand Kisses Place | UA      | Vinyl, Digital   |
| Kontinuum                                    | 2020 | EP     | hddnlmnt/Thousand Kisses Place | UA      | Digital, Cassete |
| Circumference                                | 2021 | Single | hddnlmnt                       | UA      | Digital          |
| Cycles                                       | 2021 | EP     | hddnlmnt                       | UA      | Digital          |
| Everything Happens For A Reason              | 2022 | EP     | hddnlmnt                       | UA      | Digital          |
| Ranges                                       | 2022 | EP     | YUKU                           | CZ      | Vinyl, Digital   |
| Sensitive Content (with Ténèbre)             | 2022 | Single | hddnlmnt                       | UA      | Digital          |
| Yuliia                                       | 2023 | Single | hddnlmnt                       | UA      | Digital          |
| Differences                                  | 2023 | EP     | YUKU                           | CZ      | Digital          |
| Lost Again (with Roman Bulakhov, Ian Maciak) | 2023 | Single | Self-Released                  | UA      | Digital          |

| Original Artist    | Track Name                                 | Year | Label                 | Country | Format      |
| ------------------ | ------------------------------------------ | ---- | --------------------- | ------- | ----------- |
| London Electricity | Parallax (Hidden Element Remix)            | 2016 | Med School Music      | UK      | Digital, CD |
| K-Chaos            | Visible (Hidden Element Remix)             | 2017 | Pinecone Moonshine    | USA     | Digital     |
| Jamala             | Watch Over Me (Hidden Element 8th Version) | 2019 | hddnlmnt              | UA      | Digital     |
| Koloah             | Borderline (Hidden Element Remix)          | 2020 | Thousand Kisses Place | UA      | Digital     |

### Як Igor Kirilenko
| Artist name                                                                                       | Release name                            | Year | Type   |
| ------------------------------------------------------------------------------------------------- | --------------------------------------- | ---- | ------ |
| Igor Kirilenko x Саша Чемеров                                                                     | SOS                                     | 2021 | Single |
| Igor Kirilenko, Алан Бадоєв, Dantes, MILKOVSKIY, Саша Чемеров, Катерина Павленко, Артем Пивоваров | 111111111111111111111111111111          | 2021 | EP     |
| Hyphen Dash x Igor Kirilenko                                                                      | Professor Doctor Honoris Causa Caligari | 2023 | Single |
| Igor Kirilenko x Hey Guide                                                                        | Kyiv Only                               | 2023 | Single |

### У складі The Erised
| Release name                                 | Year | Type   | Label                                | Country | Format             |
| -------------------------------------------- | ---- | ------ | ------------------------------------ | ------- | ------------------ |
| Desire                                       | 2015 | EP     | Med School Music                     | UK      | Vinyl, Digital     |
| In My Car                                    | 2015 | Single | Med School Music                     | UK      | Vinyl, Digital     |
| Drifting Apart (with Jamala)                 | 2015 | Single | Enjoy!Records, Universal Music Group | UA      | Vinyl, Digital     |
| Enter Shikari — Interlude (The Erised Remix) | 2015 | Remix  | PIAS                                 | UK      | Vinyl, Digital     |
| Room 414                                     | 2016 | LP     | Med School Music                     | UK      | Vinyl, CD, Digital |
| Even If                                      | 2016 | Single | Self-Released                        | UA      | Digital            |
| Live                                         | 2016 | EP     | Med School Music                     | UK      | Digital            |
| Let Me Be                                    | 2017 | Single | Med School Music                     | UK      | Digital            |
| Run                                          | 2017 | Single | Hitwonder                            | UA      | Digital            |

### Співпраця з іншими артистами
- LOBODA —  музикант, ді-джей та аранжувальник 2014 - 2018
- The Gitas — музикант, ді-джей, гітарист, аранжувальник 2018 - 2019
- Макс Барських — гітарист, ді-джей та аранжувальник 2019 - 2022
- DOROFEEVA, DANTES — з 2021 року музичний керівник